# Karmingimpel (Art)
Der Karmingimpel (Carpodacus erythrinus) ist ein Singvogel aus der Familie der Finken (Fringillidae).

## Beschreibung

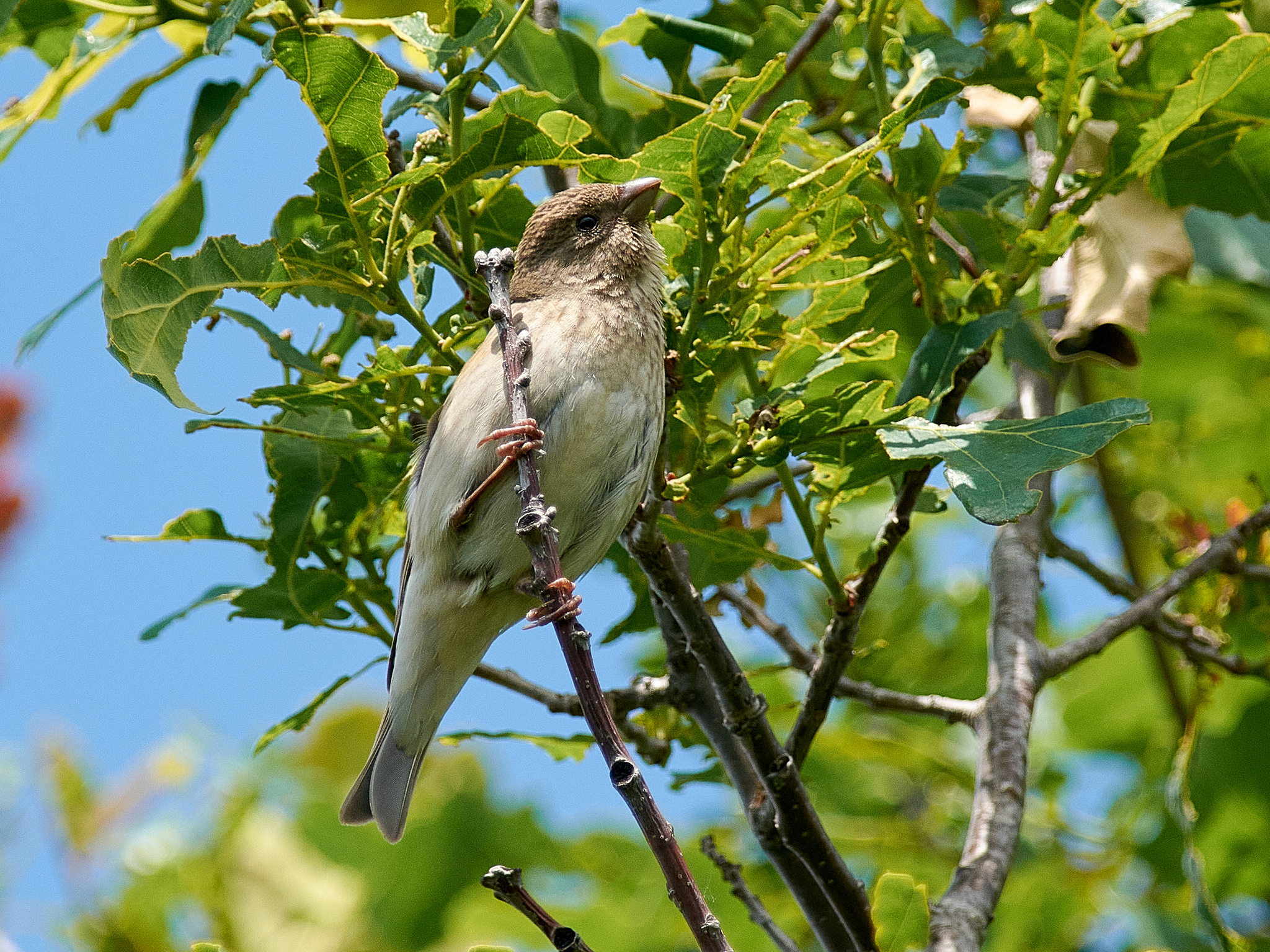
Weibchenfarbiger Karmingimpel

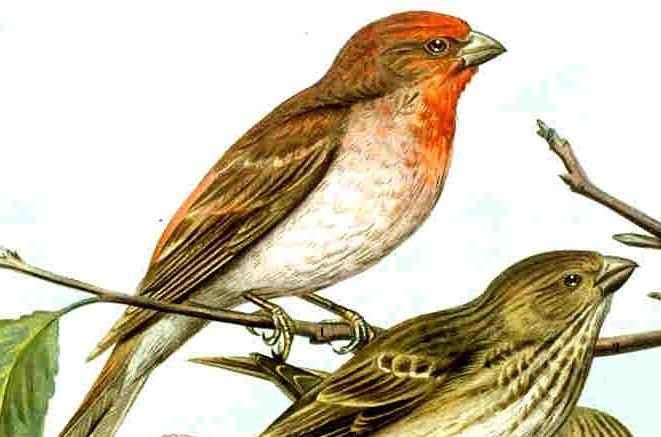
Paar des Karmingimpels, Illustration

Der Karmingimpel wird bis 15 Zentimeter lang und wiegt etwa 20 bis 25 Gramm. Beim ausgefärbten Männchen haben Kopf, Brust und Bürzel eine charakteristische karminrote Färbung. Weibchen und Männchen im zweiten Kalenderjahr sind oberseits dumpf olivbraun mit zwei schmalen, rostbeigen Flügelbinden. Jungvögel sehen ähnlich aus, sind aber intensiver olivbraun und mit deutlicheren rostbeigen Flügelbinden und Schirmfederspitzen. Der Bauch ist weißlich, die Augen dunkel und der Schnabel kräftig.
Der Ruf klingt weich „wüh“ oder „djü“ und erinnert etwas an den des Grünfinks. Der Gesang ist einprägsam, pirolartig flötend und am Ende abfallend. Der Gesang wird meist von einer erhöhten Warte aus vorgetragen. Auch die Weibchen können singen.

## Lebensraum
Der Karmingimpel bewohnt eine Vielzahl von Habitaten. Die Populationen in Mitteleuropa brüten meist in halboffenen Landschaften oder lichten Baumbeständen mit gut ausgebildeter Strauch- und Krautschicht: z. B. lichte Au- und Bruchwälder, Laub- und Mischwälder und -lichtungen, Baum- und Buschgruppen in Hochmooren, Verlandungszonen; daneben aber auch trockenere Standorte mit Strauchwuchs, teilweise auch in parkartigen Landschaften, an Rändern von Siedlungen oder in Bergwiesen.
Die östlichen Populationen (Asien) sind häufig in Stadtparks zu finden und kommen hier bis zum Oberrand der Baumgrenze vor, während die nordwestlichen Populationen (Finnland, Schweden) ihren Schwerpunkt in Laubbaumbeständen haben.
Von Relevanz sind in allen Fällen eine gut ausgebildete Gebüschstruktur und nach Möglichkeit ein üppiger, vielfältiger Pflanzenwuchs (daher häufig an feuchten Stellen vorkommend).

## Verhalten
Der Karmingimpel ist zur Brutzeit territorial, jedoch verhalten sich die Vögel unauffällig (keine Nestverteidigung, oft Abwesenheit der Männchen). Möglicherweise soll so die Auffälligkeit bzw. das Risiko eines Gelegeverlustes vermieden werden. Der Karmingimpel ist tagaktiv.

## Fortpflanzung

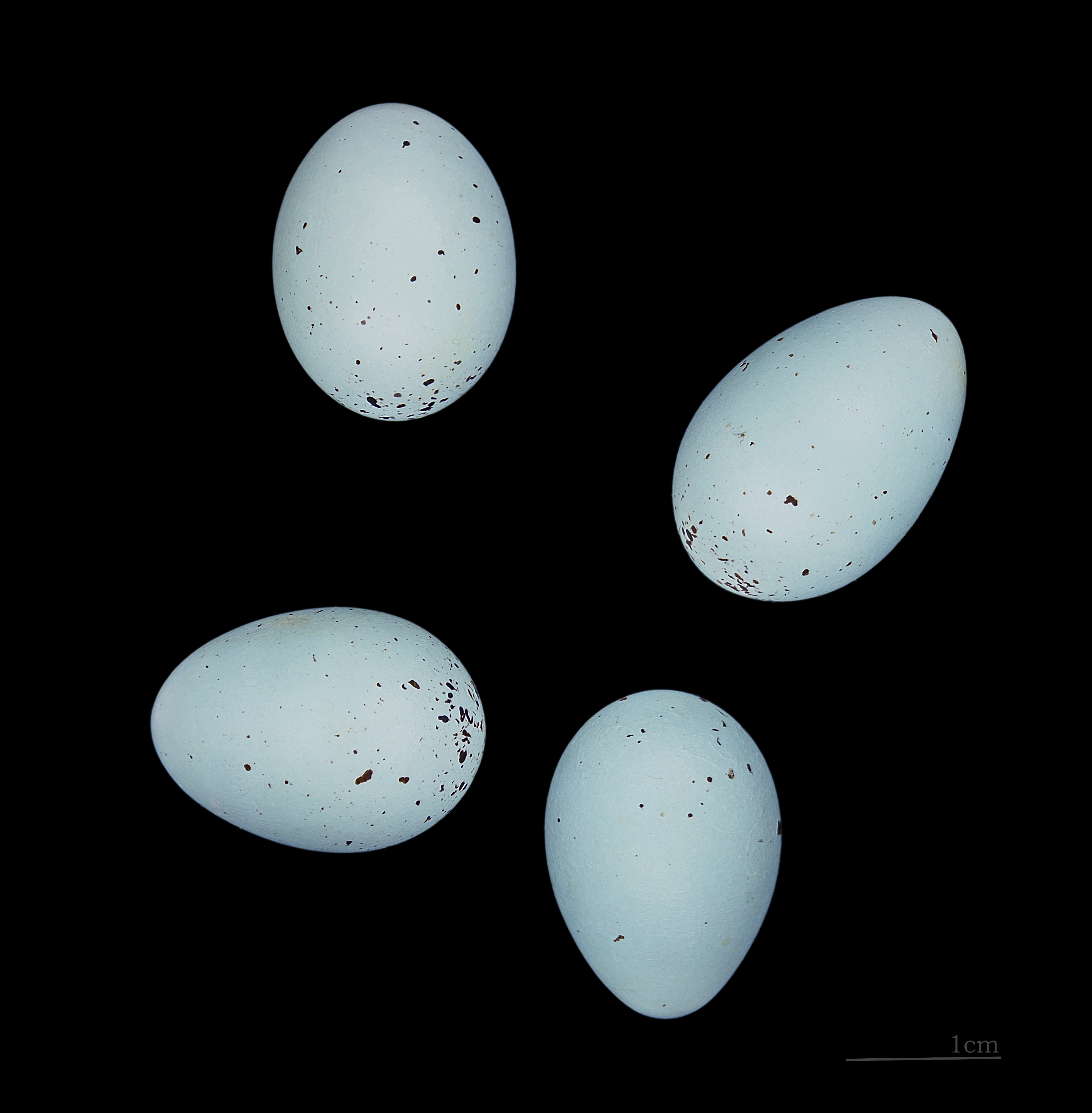
Eier des Karmingimpels

Die Art brütet oft in Gruppen. Das Nest wird niedrig, gut versteckt im dichten Gebüsch gebaut. Die Brutzeit erstreckt sich von Anfang Juni bis Juli. Das Weibchen legt meist vier bis sechs Eier, die auf blauem Grund spärlich dunkelbraun, schwarzbraun oder dunkelviolett gefleckt und gestrichelt sind, gehäuft am stumpfen Pol. Die Brutzeit beträgt elf bis 14 Tage. Das Weibchen wird dabei vom Männchen nur wenig gefüttert. Nach 12 bis 13 Tagen werden die Jungvögel flügge.

## Ernährung
Der Karmingimpel ernährt sich überwiegend pflanzlich, wobei Samen  und Knospen von Büschen und Laubbäumen dominieren. Auch die Nahrung der Nestlinge ist überwiegend pflanzlich. Tierische Nahrung macht nur einen geringen Anteil aus und umfasst Spinnen, Raupen, Käfer etc. mit einem Schwerpunkt im Juni.

## Verbreitungsgebiet, Wanderungen

Verbreitung des Karmingimpels:
Brutgebiete
Überwinterungsgebiete

Das Verbreitungsgebiet des Karmingimpels erstreckt sich von Kamtschatka entlang der Pazifikküste im Osten bis nach Mitteleuropa im Westen, im Süden lückenhaft bis in die Gebirgssysteme vom Kaukasus, des Altai und des Himalaya.
Der Karmingimpel ist Langstreckenzieher (in den östlichen Populationen auch Mittelstreckenzieher) mit Hauptwinterquartier in Nord- und Zentralindien bis Südost-China. Die Brutvögel Europas erreichen ihre Winterquartiere durch Ost- und anschließenden Südostzug, wobei bisher kaum Details bekannt sind. Brutvögel Kleinasiens überwintern möglicherweise bereits im Iran. Jungvögel können zunächst im Herbst auch nach Nordwesten über das Areal hinauswandern (bis in den Nordseeraum). Einige jahreszeitlich späte wie frühe Beobachtungen in Mitteleuropa hängen möglicherweise mit der Entstehung neuer Überwinterungsgebiete in Afrika und Vorderasien zusammen. Der Wegzug erfolgt in Mitteleuropa direkt nach dem Ausfliegen der Jungen ab Mitte Juli, Einzelvögel bleiben bis etwa Ende August. Die Rückkehr in die westlichen Brutgebiete erfolgt meist relativ konstant: die älteren Männchen zwischen 15. und 20. Mai, jüngere Männchen und Weibchen etwas später. Der Karmingimpel ist damit eine der am spätesten in Mitteleuropa eintreffenden Zugvogelarten. Die Brutortstreue ist meist hoch ausgeprägt.
Die Westausbreitung des Karmingimpels bis nach Mitteleuropa hängt mit einer seit den 1930er Jahren stattfindenden Ausbreitungswelle zusammen, die allerdings lokal unterschiedlich ausgeprägt ist. Eine frühere Ausbreitungswelle nach Westen hatte Mitteleuropa bereits im frühen 19. Jahrhundert erreicht. Die Westausbreitung des Karmingimpels ist nach wie vor dynamisch und seit Anfang der 1990er Jahre z. T. wieder einer Stagnation bzw. einem Rückgang unterworfen. In den 2000er Jahren zeichnete sich ein Rückgang an der Ostseeküste und in Bayern ab.

## Vorkommen in Deutschland
Das Vorkommen des Karmingimpels in Deutschland liegt am Westrand seiner Verbreitung. Ein zusammenhängendes Verbreitungsgebiet besteht in Deutschland für die Bezugsjahre 2005 bis 2009 nur in Vorpommern und entlang der Ostseeküste, daneben gibt es vereinzelte Vorkommensgebiete mit Ausnahme der westlichen Bundesländer Saarland, Rheinland-Pfalz und Nordrhein-Westfalen. Der Bestand wird auf 600 bis 950 Reviere geschätzt. Der Bestand in der Schweiz wird auf 50–70 Brutpaare (Bezugszeitraum: 2013–2016) geschätzt.

## Unterarten
Bisher sind fünf Unterarten bekannt:
- Carpodacus erythrinus erythrinus (Pallas, 1770) – Die Nominatform kommt im nördlichen, zentralen und östlichen Europa bis nach Zentralsibirien vor.
- Carpodacus erythrinus grebnitskii Stejneger, 1885 – Diese Unterart kommt im östlichen Sibirien, dem Norden der Mongolei, dem Nordosten Chinas und Korea vor.
- Carpodacus erythrinus kubanensis Laubmann, 1915 – Diese Subspezies kommt in der Türkei, dem Kaukasus, dem Norden des Irans und in Turkmenistan vor.
- Carpodacus erythrinus ferghanensis (Kozlova, 1939) – Diese Unterart ist im Osten Kasachstans über den Westen Chinas, den westlichen Himalaya, Pakistan und Afghanistan verbreitet.
- Carpodacus erythrinus roseatus (Blyth, 1842) – Diese Subspezies ist im zentralen und östlichen Himalaya bis ins zentrale und südliche China verbreitet.